# Тшцинець-Малий
Тшцинець-Малий (пол. Trzciniec Mały) — село в Польщі, у гміні Косув-Ляцький Соколовського повіту Мазовецького воєводства.
Населення — 137 осіб (2011).
У 1975-1998 роках село належало до Седлецького воєводства.

## Демографія
Демографічна структура станом на 31 березня 2011 року:
|          | Загалом | Допрацездатний вік | Працездатний вік | Постпрацездатний вік |
| -------- | ------- | ------------------ | ---------------- | -------------------- |
| Чоловіки | 67      | 12                 | 45               | 10                   |
| Жінки    | 70      | 16                 | 34               | 20                   |
| Разом    | 137     | 28                 | 79               | 30                   |